# Elizabeth Bear
Sarah Bear Elizabeth Wishnevsky, född 22 september 1971 i Hartford, Connecticut, är en amerikansk författare som under namnet Elizabeth Bear har skrivit ett stort antal romaner och noveller inom science fiction, fantasy och steampunk-genren. Flera har nominerats till och belönats med litteraturpriser för fantastik- och HBT-litteratur.
Efter att ha publicerat ett antal noveller romandebuterade Bear med Hammered 2004, första delen i militär-sf-trilogin Jenny Casey. Titelns Casey är en kanadensisk veteran med kronisk smärta och proteser, som dras in i en farlig intrig. Hammered mottogs väl och belönades med ett Locuspris 2006. 2005 vann Bear också John W. Campbellpriset för bästa nya författare.
Med romanen Carnival som utkom 2006, blev det något av Bears signum att utforska sexualitet och förhållandenormer i sina böcker. Huvudpersonerna i Carnival är två homosexuella män, som på grund av sin sexualitet får i uppdrag att förhandla med en planet av separatistiska kvinnor. De två männen har dock levt skilda åt i flera år och verkar även ha skilda mål med sitt uppdrag.
Tillsammans med Sarah Monette skrev Bear år 2007 fantasyromanen A Companion to Wolves. I boken måste ett antal unga män, för att skydda sitt folk mot troll och monster, skapa telepatiska band med vargar och leva med "vargkarlarna". På grund av den skeva könsfördelningen i denna grupp, påverkas även tidigare heterosexuella män av vargarnas parningssäsong.
Novellen Shoggoths in Bloom som publicerades i Asimov's Science Fiction 2008 tilldelades året därpå Hugopriset.